# Enterocolides ecaudatus
Enterocolides ecaudatus is een eenoogkreeftjessoort uit de familie van de Enteropsidae. De wetenschappelijke naam van de soort is voor het eerst geldig gepubliceerd in 1922 door Chatton & Harant.